# Storkletten
Storkletten är en bergstopp i Östantarktis. som når 1 349 meter över havet, eller 166 meter över den omgivande terrängen. Bredden vid basen är 5,0 km.
Terrängen runt Storkletten är varierad.
Norge gör anspråk på området.